# David Monds
David Diante Monds (Macon, 10 ottobre 1983) è un ex cestista statunitense, professionista nella NBDL e in Europa.